# ديفيد سيمونز
ديفيد سيمونز (بالإنجليزية: David Simmons) هو سياسي أسترالي، ولد في 7 يناير 1947 في بروكن هيل في أستراليا. حزبياً، نشط في حزب العمال الأسترالي. وقد انتخب عضو مجلس النواب الأسترالي عن دائرة Division of Calare ‏ (5 مارس 1983 – 29 يناير 1996).